# Минтусов, Игорь Евгеньевич
Игорь Евгеньевич Минтусов (род. 17 августа 1958, Киров, Калужская область) — российский политолог и политический консультант.

## Образование
Закончил среднюю школу N 3 в Кирове Калужской области (ныне МКОУ «Кировский Лицей» Им. Уборцева Ю. Е.) в 1975 году. Окончил экономический факультет МГУ им. М. В. Ломоносова в 1980 году.

## Профессиональная деятельность
- 1980—1986 — Центральный экономико-математический институт АН СССР, научный сотрудник.
- 1986—1988 — Институт экономики и прогнозирования научно-технического прогресса АН СССР, научный сотрудник.
- 1988—1989 — Научно-исследовательский центр при Советской социологической ассоциации, научный сотрудник.
- 1989—1992 — Центр политических и социологических исследований, руководитель.
- с 1992 года — Агентство стратегических коммуникаций «Никколо М» — первая российская PR-компания (создана как Центр политического консультирования «Никколо М»), соучредитель и председатель совета директоров.

На президентских выборах в России в 1991 году консультировал команду кандидата в президенты Амана Тулеева. На президентских выборах в России в 1996 году — личный консультант по имиджу Бориса Ельцина.
Участвовал в качестве консультанта в выборах президента Монголии (2001, 2005), Никарагуа (2001), Литвы (2002). Выборы в Парламент Польши (1996), Латвии (1998), Украины (2002, 2003, 2007), Монголии (2004, 2008), депутатов Конгресса США от штатов Коннектикут и Флорида по приглашению Демократической партии (1998). Руководит избирательными кампаниями во многих российских регионах.
Минтусов о консалтинге в политике: «Я в консалтинговый бизнес пришёл в конце 1980-х, изучая общественное мнение и „неформалов“. Мне было важно оказывать помощь тем политикам, чьи убеждения я разделял. Очень хотелось жить в стране, где правительство меня устраивает и политиков я выбираю как гражданин, а не как член КПСС».

## Преподавательская деятельность
2012—2013 годы — заведующий кафедрой связей с общественностью в политике и государственном управлении Санкт-Петербургского государственного университета.
2016—2017 годы — заведующий кафедрой рекламы, дизайна и связей с общественностью РЭУ им. Г. В. Плеханова.
С 2014 года — доцент кафедры связей с общественностью в политике и государственном управлении Санкт-Петербургского государственного университета.

## Членство в профессиональных организациях
- EAPC (European Association of Political Consultants) — президент с 2018 года.
- РАПК (Российская ассоциация политических консультантов) — президент с 2014 по 2017 годы.
- РАСО (Российская ассоциация по связям с общественностью) — вице-президент по GR.
- IAPC (International Association of Political Consultants) — член Совета директоров.
- YPO/WPO (Young Presidents' Organisation).
- IABC (International Association of Business Communicators).
- IABC/Russia — президент российского отделения с 2013 года.
- GR лига (Некоммерческое партнёрство «Национальная лига специалистов по связям бизнеса и государства») — член Совета, вице-президент по коммуникациям.

## Награды и премии
Лауреат премии «Медиа-Менеджер России»  в номинации «Связи с общественностью» (2003).

## Личная жизнь
- мать Людмила Петровна Минтусова (род. 1933)[2][3]
- отец Евгений Денисович Минтусов (род. 1933)[3]
- жена Елена Ханга[2]
- дочь Елизавета-Анна[2] (род. 25 октября 2001).
- сын Евгений (род. 1981)[3].

## Книги
- Как делать имидж политика. М.,1995. Ред. совместно с Е. В. Егоровой.
- Политический консультант в российских избирательных кампаниях. М., 1995. Ред. совместно с Е. В. Егоровой.
- Политическое консультирование. М., 1999. Ред. совместно с Е. В. Егоровой.
- GR: теория и практика, С-Петербург, 2013. Ред. совместно с О. Г. Филатовой.
- GR и лоббизм: теория и технологии. М., 2015. Ред. совместно В. А. Ачкасовой, О. Г. Филатовой